# Factelier
Factelier（ファクトリエ）は、工場直結型の日本のファッションブランド。2012年設立のライフスタイルアクセント株式会社が運営している。本社所在地は熊本県熊本市。

## 概要
- 代表は熊本県出身の山田敏夫。
- デザインはすべてベーシックなもの。
- 商品は衣類に加え、スニーカー、革靴、小物なども展開[1]。
- 製造原価率は50%を上回る[2]。販売価格は、通常の流通で販売した場合の半分だが、工場の利益はより高くなるビジネスモデルを構築[3]。
- コーポレートサイトでは、様々な著名人との対談を掲載している[4]。
- フィッティングスペースは銀座店、名古屋 星ヶ丘テラス店、横浜元町店、熊本本店[3][5][6]。
- 2017年1月、海外1号店を台湾に出店した[6]。